# Asota philippina
Asota philippina är en fjärilsart som beskrevs av Rothschild 1897. Asota philippina ingår i släktet Asota och familjen nattflyn. Inga underarter finns listade i Catalogue of Life.